# Marguerite-Catherine Haynault
Marguerite-Catherine Haynault, marquise de Montmelas (11 septembre 1736 - 17 mars 1823), est une maîtresse du roi de France Louis XV. Elle est alors dame d'honneur de la princesse Adélaïde.
Son portait est peint par François-Hubert Drouais. Propriété de ses descendants il est vendu en 1930 et se trouve aujourd'hui au Musée de Boston sous l’appellation "Portrait of a Woman in Turkish Costume said to be Mlle de Romans 1762".
Fille de Jean-Baptiste Haynault, entrepreneur de tabac à Lorient et de Catherine Croupil de La Salle. Elle donne au roi deux filles puis épouse en 1766, Blaise d'Arod, marquis de Montmelas.
- Agnès-Louise de Montreuil (Paris, 1760 - Montmelas, 1837), mariée à Paris en 1778 Gaspard d'Arod, Comte de Montmelas. Dont postérité

- Anne-Louise de La Réale (Versailles, 1762 - Saint-Germain-en-Laye, 1831), mariée à Paris en 1780 Gabriel, comte de Geslin. Dont postérité.